# Poul Reichhardt
Poul Reichhardt (2 de febrero de 1913 – 31 de octubre de 1985) fue un actor teatral y cinematográfico de nacionalidad danesa, conocido por su participación en diferentes comedias danesas de los años 1940 y 1950. Más adelante interpretó papeles de mayor seriedad y variedad, destacando también por su actuación en las producciones televisivas Huset på Christianshavn y Matador y por varios pequeños papeles en los filmes de la serie de la Olsen-banden.

## Biografía
Su nombre completo era Poul David Reichhardt, y nació en Ganløse, Dinamarca, siendo hijo único del tratante de ganado Carl Christian Peter Reichhardt y su esposa, Marie Frederikke Larsen. Se crio en Vesterbro y Nørrebro, distritos de Copenhague.
Durante casi treinta años, Reichhardt fue uno de los más carismáticos actores del cine danés, y en parte también del teatro de su país. Su debut interpretativo llegó en 1931 como extra extra en la obra Styrmand Karlsens flammer, representada en el Teatro Nørrebros. Empezó a destacar en esa misma década, cimentándose su fama en los años de la Segunda Guerra Mundial y a partir de 1945, cuando interpretaba al héroe cinematográfico por excelencia en diferentes comedias y melodramas. Su versátil talento como actor y cantante ampliaron sus posibilidades artísticas.
Poul Reichhardt consiguió una especial popularidad en los años 1950 trabajando en películas basadas en las obras de Morten Korch, en las cuales habitualmente interpretaba al honesto joven granjero buscando su felicidad y la de su amada. A menudo criticado por actuar en productos de baja calidad, siempre dio lo mejor de sí mismo en todas esas interpretaciones. Quizás sus mejores papeles cinematográficos llegaron en De røde Enge (1945) y en Soldaten og Jenny (1947). Su habilidad como cantante le facilitó hacer papeles como el de Papageno en La flauta mágica, de Mozart, o el de Ralph Rackstraw en H.M.S. Pinafore, de W. S. Gilbert y Arthur Sullivan.
Además de los papeles que le dieron fama, Reichhardt fue también un respetado actor de carácter, sobre todo en el ámbito teatral, en el cual trabajó en obras como Muerte de un viajante, The Entertainer (de John Osborne), y varias de Shakespeare. Al final de su carrera logró nueva fama con papeles televisivos como el de Olsen en la serie Huset på Christianshavn. 
Reichhardt fue durante muchos años presidente de la asociación Skuespil- og Operapersonale del Teatro Real de Copenhague. También fue miembro de la Dansk Skuespillerforbund (Asociación de Actores Daneses).
El 3 de diciembre de 1958 fue nombrado Caballero de la Orden de Dannebrog, y el 3 de diciembre de 1971 Caballero de Primera Clase de la citada Orden.
Poul Reichhardt falleció en 1985 en Charlottenlund, Dinamarca. Fue enterrado en el Cementerio de Ordrup. Había estado casado con las actrices Charlotte Ernst, Margareta Fahlén y Lili Lani. Reichhardt era el padre del actor Peter Reichhardt y de los cineastas Caroline Reichhardt y Frederikke Reichhardt.

## Filmografía

### Cine
- I kantonnement - 1931
- Han, hun og Hamlet - 1932
- Ud i den kolde sne - 1934
- Week-End - 1935
- Millionærdrengen - 1936
- Panserbasse - 1936
- Der var engang en vicevært - 1937
- Inkognito - 1937
- Frøken Møllers jubilæum - 1937
- Alarm - 1938
- De tre, måske fire - 1939
- Nordhavets mænd - 1939
- I de gode gamle dage - 1940
- Jens Langkniv - 1940
- En mand af betydning - 1941
- Far skal giftes - 1941
- Peter Andersen - 1941
- Tag til Rønneby kro - 1941
- Frøken Vildkat - 1942
- Tyrannens fald - 1942
- Op med humøret - 1943
- Det brændende spørgsmål - 1943
- Det ender med bryllup - 1943
- En pige uden lige - 1943
- Moster fra Mols - 1943
- Besættelse - 1944
- Elly Petersen - 1944
- Mordets melodi - 1944
- Otte akkorder - 1944
- De kloge og vi gale - 1945
- Den usynlige hær - 1945
- De røde enge - 1945
- Mens sagføreren sover - 1945
- Så mødes vi hos Tove - 1946
- Lise kommer til byen - 1947
- My name is Petersen - 1947
- Soldaten og Jenny - 1947
- Støt står den danske sømand - 1948
- Det gælder os alle - 1949
- De røde heste - 1950
- Min kone er uskyldig - 1950
- Café Paradis - 1950
- Mosekongen - 1950
- Mød mig på Cassiopeia - 1951
- Alt dette og Island med - 1951
- Det gamle guld - 1951
- Frihed forpligter - 1951
- Husmandstøsen - 1952
- Det store løb - 1952
- To minutter for sent - 1952
- Adam og Eva - 1953
- Far til fire - 1953
- Fløjtespilleren - 1953
- Arvingen - 1954
- En sømand går i land - 1954
- Hendes store aften - 1954
- Blændværk - 1955
- Min datter Nelly - 1955
- På tro og love - 1955
- Kispus - 1956
- Taxa K-1640 Efterlyses - 1956
- Flintesønnerne - 1956
- Qivitoq - 1956
- Jeg elsker dig - 1956
- Sønnen fra Amerika - 1957
- Englen i sort - 1957
- Seksdagesløbet - 1958
- Vagabonderne på Bakkegården - 1958
- Verdens rigeste pige - 1958
- Helle for Helene - 1959
- Tre må man være - 1959
- Det skete på Møllegården - 1960
- Tro, håb og trolddom - 1960
- Jetpiloter - 1961
- Komtessen - 1961
- Mine tossede drenge - 1961
- Der brænder en ild - 1962
- Det stod i avisen - 1962
- Rikki og mændene - 1962
- Frøken April - 1963
- Dronningens vagtmester - 1963
- Gudrun - 1963
- Sikke'n familie - 1963
- Syd for Tana River - 1963
- Kampen om Næsbygaard - 1964
- Døden kommer til middag - 1964
- Paradis retur - 1964
- Slottet - 1964
- Landmandsliv - 1964
- Passer passer piger - 1965
- Næsbygaards arving - 1965
- Ballerina - 1966
- Flagermusen - 1966
- Gift - 1966
- Jeg er sgu min egen - 1967
- Martha - 1967
- Mig og min lillebror - 1967
- De røde heste - 1968
- Olsen-banden - 1968
- Mig og min lillebror og storsmuglerne - 1968
- Mig og min lillebror og Bølle - 1969
- Olsen-banden på spanden - 1969
- Kys til højre og venstre - 1969
- Rend mig i revolutionen - 1970
- I morgen, min elskede - 1971
- Ballade på Christianshavn - 1971
- Olsen-bandens store kup - 1972
- Nitten røde roser - 1974
- Olsen-banden på sporet - 1975
- Affæren i Mølleby - 1976
- Den dobbelte mand - 1976
- Terror - 1977
- Pas på ryggen, professor - 1977
- Slægten - 1978
- Olsen-banden over alle bjerge - 1981

### Series televisivas
- Huset på Christianshavn (1970–77; 83 episodios)
- Matador (1981; 2 episodios)